# Garnik Mynacakanian
Garnik Mynacakanian (orm. Գառնիկ Մնացականյան; ur. 7 listopada 1989 roku) – ormiański zapaśnik walczący w stylu wolnym. Olimpijczyk z Rio de Janeiro 2016, gdzie zajął dwudzieste miejsce w kategorii 57 kg.